# Ilija Stanojević
Čiča Ilija Stanojević, en serbe cyrillique, (né le 7 août 1859 à Belgrade - mort le 8 août 1930 à Belgrade) était un acteur et un réalisateur serbe. Il était également dramaturge et metteur en scène.
Ilija Stanojević compte parmi les comiques les plus célèbres de son temps. En tant qu'auteur, il a écrit une comédie intitulée Dorćolska posla et, avec Janko Veselinović, une autre comédie intitulée Potera.
En 1911, il a tourné le premier film réalisé en Serbie ; ce film muet, intitulé Karađorđe, racontait en 80 minutes les exploits de Karageorges, le héros de la Première révolte serbe contre les Turcs. La même année, il a réalisé Ulrih Celjski i Vladislav Hunjadi, un film muet de 30 minutes, considéré comme une des révélations du Festival du cinéma muet de Sacile en 2006.
Ilija Stanojević a également joué dans ces deux films.